# Megan Follows
Megan Follows  est une actrice canadienne née le 14 mars 1968 à Toronto (Canada). Elle est connue internationalement pour son rôle d’Anne Shirley dans la mini-série canadienne Anne... la maison aux pignons verts ainsi que ses deux suites.

## Biographie
C'est en 1985 que Megan Follows fille de Ted Follows et Dawn Greenhalgh aussi acteurs, connut la célébrité à travers son rôle d'Anne Shirley dans Anne... la maison aux pignons verts.
Mariée en 1991 à Christopher Porter, chef éclairagiste rencontré sur le tournage du film Deep Sleep, elle a avec lui deux enfants : Lyla Ann née en 1991 et Russell né en 1994. En 1995 le couple se sépare.
Elle s'investit dans plusieurs organisations humanitaires.

## Filmographie

### Cinéma

#### Longs métrages
- 1982 : Jen's Place de Glen Salzman et Rebecca Yates : Jennifer
- 1985 : Peur bleue (Silver Bullet) de Daniel Attias : Jane Coslaw
- 1988 : Le temps du destin de Gregory Nava : Irene
- 1989 : Termini Station (film) (en) de Allan King : Micheline Dushane
- 1990 : Deep Station de Patricia Gruben : Shelley McBride
- 1993 : When Pigs Fly de Sara Driver : Kathleen
- 1998 : Reluctant Angel (en) de John Helliker : Lisa / Cheryl
- 2004 : Christmas Child (en) de William Ewing : Meg Davenport
- 2007 : Breakfast with Scot de Laurie Lynd : Barbara Warren
- 2014 : Hard Drive de William D. MacGillivray : Barbara

#### Courts métrages
- 1980 : Clare's Wish de Leon Marr (en)
- 1981 : The Olden Days Coat de Bruce Pittman : Sal
- 1983 : Boys and Girls (film, 1983) de Don McBrearty : Margaret
- 1989 : Exposed de Gail Harvey
- 2010 : Pooka de Maurey Loeffler : Rosey
- 2012 : Where Are the Dolls de Cassandra Nicolaou : Elizabeth / le narrateur
- 2013 : Bar None de  Clé Bennett : Tess Lavoir

### Télévision
- 1979 : Matt et Jenny ("Matt and Jenny") (série télévisée) (1 saison) : Jenny
- 1980 : The Mating Season : Laura
- 1979 : The Baxters (série télévisée) : Lucy Baxter (1980-1981)
- 1984 : Hockey Night : Cathy Yarrow
- 1984 : Domestic Life (série télévisée) : Didi Crane
- 1985 : Le Bonheur au bout du chemin (Anne of Green Gables) : Anne Shirley
- 1986 : Shattered If Your Kid's on Drugs
- 1986 : Sin of Innocence : Jenny Colleran
- 1987 : Le Bonheur au bout du chemin 2 (Anne of Green Gables: The Sequel) : Anne Shirley
- 1987 : Seasonal Differences : Dana Sherman
- 1988 : Tu récolteras la tempête (en) (Inherit the Wind) : Rachel Brown
- 1989 : Champagne Charlie : Louise
- 1990 : Back to Hannibal: The Return of Tom Sawyer and Huckleberry Finn : Becky
- 1991 : Un homme aux abois (The Chase) : Gloria
- 1991 : L'Enlèvement de Peggy Ann Bradnick (Cry in the Wild: The Taking of Peggy Ann) : Peggy Ann Bradnick
- 1993 : Roméo et Juliette : Juliette
- 1993 : Cadillac blues (Second chances et Malibu Hotel) (feuilleton TV) : Kate Benedict
- 1995 : Under the Piano : Rosetta Basilio
- 1995 : Au-delà du réel : L'aventure continue (The Outer Limits) (série télévisée) : Martha / Karen Ross
- 1995 : Arabesque : Soins à domicile (Home Care) : l'infirmière Leila
- 1997 : Major Crime : Joanie Wells
- 1999 : What Katy Did : Cousin Helen
- 2000 : Le Bonheur au bout du chemin 3 (Anne of Green Gables: The Continuing Story) : Anne Shirley Blythe
- 2001 : X-Files : Aux frontières du réel (saison 8, épisode Per manum) : Kath McCready
- 2002 : The Stork Derby : Kate Harrington
- 2002 : Live to Air : Narrator
- 2004 : Plainsong : Ella Guthrie
- 2004 : Open Heart : Sherry Cardinal
- 2005 : Shania: A Life in Eight Albums : Shania Twain
- 2005 : Cold Case : Affaires classées (saison 3, épisode 9) : Maura Mulvaney
- 2009 : Heartland (saison 3, épisode 7 ; saison 11, épisode 1) : Lily Borden
- 2011 : Dr House (saison 7, épisode 20) : Jennifer
- 2012 : Un monde sans fin : Maud
- 2013 - 2017 : Reign : Le Destin d'une reine (série télévisée) : Reine Catherine de Médicis
- 2017 : Les Enquêtes de Murdoch (Il était une fois Noël) (série télévisée) : Megan Byrne
- 2018 : Wynonna Earp (série télévisée) : Michelle Earp
- 2020 : October Faction : Edith Mooreland
- 2021 : The Republic of Sarah : Ellen Cooper
- 2023 : Rabbit Hole (saison 1 épisode 6) : Sénatrice Nora Evers

## Distinctions

### Récompenses
- 1988 : Gemini Awards de la meilleure performance pour une actrice principale dans une mini-série où un téléfilm pour Le Bonheur au bout du chemin 2 (Anne of Green Gables: The Sequel) (1987).
- 1986 : Gemini Awards de la meilleure performance pour une actrice principale dans une mini-série où un téléfilm pour Le Bonheur au bout du chemin (Anne of Green Gables) (1985).
- 1989 : Aftonbladet TV Prize de la meilleure performance féminine TV étrangère.

### Nominations
- 1988 : CableACE Awards de la meilleure actrice dans une mini-série où un téléfilm pour Le Bonheur au bout du chemin (Anne of Green Gables) (1985).
- 1990 : Genie Awards de la meilleure performance pour une actrice dans un rôle principal dans un drame pour Termini Station (film) (en) (1985).
- 2000 : Gemini Awards de la meilleure performance pour une actrice principale dans une mini-série où un téléfilm pour Le Bonheur au bout du chemin 3 (Anne of Green Gables: The Continuing Story) (2000).
- 2004 : Gemini Awards de la meilleure performance pour une actrice principale dans une mini-série où un téléfilm pour Open Heart (2004).
- 2006 : Prix ACTRA de la meilleure performance féminine dans un téléfilm pour Shania: A Life in Eight Albums (2005).
- 2006 : Gemini Awards de la meilleure performance pour une actrice dans un second rôle dans une mini-série où un téléfilm pour Shania: A Life in Eight Albums (2005).
- 2007 : Gemini Awards de la meilleure performance pour une actrice dans un second rôle dans une mini-série où un téléfilm pour Booky Makes Her Mark (2005).
- 2008 : Gemini Awards de la meilleure performance pour une actrice dans un rôle principal dans une mini-série où un téléfilm pour Booky & the Secret Santa (2005).
- 3e cérémonie des prix Écrans canadiens 2015 : Meilleure performance pour une actrice dans un rôle principal dans un téléfilm pour Reign : Le Destin d'une reine (2013-2017).
- 2016 : Prix Écrans canadiens de la meilleure performance pour une actrice dans un rôle principal dans un téléfilm pour Reign : Le Destin d'une reine (2013-2017).
- 2017 : Prix Écrans canadiens de la meilleure performance pour une actrice dans un rôle principal dans un téléfilm pour Reign : Le Destin d'une reine (2013-2017).